# Stazione di Gokan
La stazione di Gokan (後閑駅?, Gokan-eki) è una stazione ferroviaria situata nella cittadina di Minakami, nella prefettura di Gunma della regione del Kantō, in Giappone. Presso questa stazione passa la linea Jōetsu della JR East.

## Linee e servizi
East Japan Railway Company
■ Linea Jōetsu

## Struttura
La stazione è dotata di un marciapiede a isola e uno laterale con tre binari passanti, collegati con il fabbricato da una passerella coperta in direzione Numata (sud). È presente una biglietteria presenziata aperta dalle 6 alle 20, tornelli automatici e supporto alla bigliettazione elettronica Suica.
| 1 | ■ Linea Jōetsu | per Minakami, Koide, Urasa, Nagaoka e Niigata |
| 3 | ■ Linea Jōetsu | per Shibukawa, Takasaki, Ōmiya e Ueno         |

## Stazioni adiacenti
| «            | Servizio     | »            |
| Linea Jōetsu | Linea Jōetsu | Linea Jōetsu |
| ------------ | ------------ | ------------ |
| Numata       | -            | Kamimoku     |